# Alejandro Serna

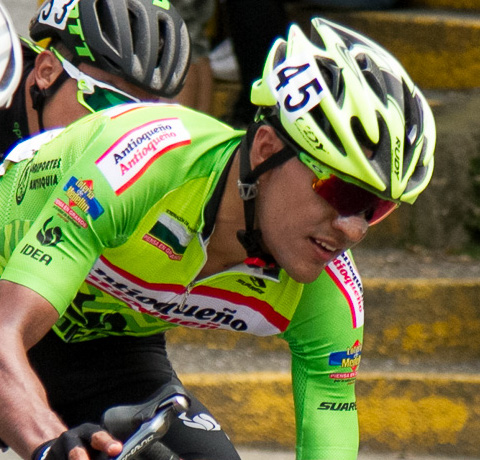
Alejandro Serna, 2018

Alejandro Serna Toro (* 5. Februar 1984) ist ein kolumbianischer Straßenradrennfahrer.
Alejandro Serna gewann 2006 eine Etappe bei der Vuelta al Tolima und wurde dort Zweiter der Gesamtwertung. Bei der U23-Version der Vuelta a Colombia belegte er den zweiten Platz hinter Fabio Duarte. Im nächsten Jahr war er bei einem Teilstück des Clásica Ciudad de Girardot erfolgreich und 2008 gewann er erneut eine Etappe bei der Vuelta al Tolima. In der Saison 2009 fuhr er für das kolumbianische Continental Team Boyacá es Para Vivirla. 2010 wurde er Erster der Gesamtwertung bei der Vuelta a Santander und 2011 gewann er die fünfte Etappe des Clásico RCN. Seit 2012 fährt Serna für das Movistar Continental Team. In seinem ersten Jahr dort war er bei einem Teilstück der Vuelta Mundo Maya erfolgreich.

## Erfolge
2012
- eine Etappe Vuelta Mundo Maya

## Teams
- 2009 Boyacá es Para Vivirla
- 2012 Movistar Continental Team